# Bombardeio aéreo do Edifício do Engenheiro
Em 31 de outubro de 2023, as Forças de Defesa de Israel realizaram um ataque aéreo contra um edifício residencial na Faixa de Gaza, durante suas operações na Guerra de Gaza, resultando na morte de pelo menos 106 pessoas, incluindo 54 crianças. A Human Rights Watch afirmou que não havia evidências de alvos militares na área no momento do ataque, o que classificaria o ato como um aparente crime de guerra.

## Ataque aéreo
Em 31 de outubro de 2023, por volta das 14h30, quatro munições aéreas atingiram o edifício residencial conhecido como Edifício dos Engenheiros, em cerca de 10 segundos, resultando em sua destruição total. Naquele momento, pelo menos 350 pessoas estavam abrigadas no edifício, das quais ao menos 150 haviam buscado refúgio após serem forçadas a fugir de suas casas em outras partes de Gaza devido a ataques israelenses.
Hatem Abdo, cujo filho foi morto no ataque enquanto jogava futebol em uma rua próxima ao edifício, descreveu o incidente: "Vi cerca de 50 crianças e alguns jovens na rua, perto do lado sul do Edifício dos Engenheiros. Notei que o lado norte do prédio havia sido atingido. Imediatamente, a segunda bomba acertou o lado sul, que eu podia ver claramente da minha casa. Vi destroços do edifício caindo e prendendo cerca de 20 crianças, além de alguns adultos".
Ameera Shaheen, que perdeu 20 familiares no ataque, relatou: "Não havia nada preocupante antes do ataque. Quase todos nós estávamos em dois quartos, um para homens e outro para mulheres. Alguns de nós estavam rindo. Acabávamos de assar pão. Não havia sinais, avisos ou qualquer sensação de perigo. Nos sentíamos seguros porque era um prédio residencial cheio de civis".

## Vítimas
Pelo menos 34 mulheres, 18 homens e 54 crianças foram mortos no ataque, incluindo crianças que jogavam futebol do lado de fora e residentes que carregavam seus telefones em uma mercearia no primeiro andar. As vítimas pertenciam a 22 famílias, com a família Abu Said perdendo 23 parentes no ataque.
O número total de palestinos mortos no ataque permanece desconhecido. A Human Rights Watch identificou 106 indivíduos mortos. Uma investigação da Airwars [en] identificou 133 vítimas de 14 famílias e afirmou que muitos corpos ainda estavam soterrados nos escombros. A investigação estimou entre 133 e 164 vítimas, das quais 67 a 77 eram crianças.

## Investigação
Uma investigação da Human Rights Watch, publicada em 4 de abril de 2024, concluiu que o ataque israelense ao Edifício dos Engenheiros no final de outubro não tinha um alvo militar aparente, configurando um aparente crime de guerra. O relatório "não encontrou evidências de um alvo militar nas proximidades do edifício no momento do ataque israelense, tornando o ataque ilegalmente indiscriminado sob as leis de guerra", acrescentando que, apesar de solicitado, as autoridades israelenses não forneceram justificativa para o ataque. A investigação foi realizada com entrevistas de sobreviventes e análise de imagens de satélite, fotos e vídeos publicados após o ataque. Devido ao controle israelense da fronteira de Gaza, a equipe não pôde entrar em Gaza para inspecionar o local diretamente.
A Human Rights Watch pediu que todos os países "suspendam a assistência militar e as vendas de armas para Israel enquanto suas forças cometerem violações sistemáticas e generalizadas das leis de guerra contra civis palestinos com impunidade", acrescentando que "governos que continuam a fornecer armas ao governo israelense correm o risco de cumplicidade em crimes de guerra". O grupo destacou a urgência de uma investigação do Tribunal Penal Internacional sobre os graves crimes cometidos durante o conflito.